# Holger Elias
Holger Elias (* 22. April 1961) ist ein deutscher Publizist und Verleger.

## Leben
Von 1986 bis 1989 studierte er an der Sektion Journalistik an der Karl-Marx-Universität Leipzig. Bis 1990 war er Redakteur bei der „Thüringischen Landeszeitung“ in Weimar. Seit 1991 ist er als Redakteur und Korrespondent mehrerer Tageszeitungen und Nachrichtenagenturen, so für Reuters und den ddp, tätig gewesen. Seit dem Jahr 2004 arbeitete und lebte er als EU-Korrespondent und Publizist in Brüssel.
In zahlreichen Auslandsreportagen berichtete er vor allem zu Beginn der neunziger Jahre von den Kriegskonflikten in Tschetschenien und im ehemaligen Jugoslawien sowie deren Folgen. Dabei machte er aus seiner pazifistischen Grundhaltung keinen Hehl. Zudem beschäftigte er sich über die Jahre vorrangig mit dem gesellschaftlichen Problem des Rechtsradikalismus in Deutschland.
Nach längerer Krankheit arbeitet er wieder verstärkt als Lektor und Herausgeber. So bearbeitete er das im Berliner Dietz-Verlag herausgegebene Sachbuch „Die Wiederaufbaulüge der Bundesrepublik oder: Wie sich die Neoliberalen ihre ‚Argumente’ produzieren“ (Autor: Jürgen Rösler / 2008) und soll wesentlich zum Erscheinen des Tatsachenromans „Das Band aus Elefantenhaaren“ (Autor: Paul Alexander Ott / 2008) beigetragen haben. Der Roman gibt tiefe Einblicke in das Ausmaß von Betrug und Misswirtschaft bei EU-Projekten und Subventionen.
Im Januar 2009 übernahm Elias die Leitung des Greifenverlages, der in Berlin wiedergegründet wurde. Außerdem fungiert er als Herausgeber der Buchreihen Fundstücke und Greifenkrimi. Letztere hatte bereits zu DDR-Zeiten einen hohen Bekanntheitsgrad erworben, verschwand allerdings nach zwei gescheiterten Privatisierungsversuchen des Verlags zunächst wieder vom Buchmarkt. Als erster Greifenkrimi erschien nun im März 2009 der Rügen-Roman "Linstows Geheimnis" von der Kölner Autorin Isa Schikorsky. Inzwischen musste der Verlag Insolvenz anmelden, Elias zog sich als Verleger zurück. Von März 2011 an war er Verleger des Buchverlages Der Neue Morgen. Die Firma ist inzwischen erloschen.

## Werke (Autor/Herausgeber)
- Mit Ochsenblut und Quark, 1988
- Zwischen Aufschwung und Abgesang, 1999
- Kalitod, 2003
- Der Traum vom Circus, 2004 (Co-Autor), Edition Neubeck
- Die Maske des roten Todes, 2010 (Herausgeber), Greifenverlag Rudolstadt
- Was macht ein Linker im Urlaub?, 2010 (Herausgeber), Greifenverlag Rudolstadt
- Edition Jakob Wassermann - 25bändige Taschenbuchausgabe, 2009/2010 (Herausgeber), Greifenverlag Rudolstadt
- Mühlhausen vor 100 Jahren - 1911, gemeinsam mit Jan Philipp Bensmann, 2011, Der Neue Morgen

## Verlegte Autoren (Auswahl)
- Schalom Abramowitsch (Fischke. ISBN 978-3-86204-120-6)
- Karl-Heinz Bommhardt (Im Schatten der Heidecksburg. ISBN 978-3-86939-462-6)
- Karlheinz Drechsel (Zwischen den Strömungen. ISBN 978-3-86939-005-5)
- Lothar Ebermann (Das Schwarz der Talare. ISBN 978-3-86939-006-2)
- Paul Elgers (Im Schatten Napoleons. ISBN 978-3-86939-170-0)
- Wolfgang Frei (Denn sie sind alle gotes handgetât. ISBN 978-3-86939-407-7)
- Carit Etlar (Arme Leute. ISBN 978-3-86939-860-0)
- Norbert Klaus Fuchs (Billmuthausen – das verurteilte Dorf. ISBN 978-3-86939-004-8)
- Anne Gallinat (Hannes’ Bistro. ISBN 3-86939430-7)
- Renè Hartinger (Der Bernsteintropfen oder Stille Sehnsucht Wilkowiecko. ISBN 978-3-942460-23-1)
- Fritz Hofmann (Der Spieler und andere Begegnungen. ISBN 978-3-86939-406-0)
- Vincente B. Ibanez (Die blutige Arena. ISBN 978-3-86939-864-8)
- Wladimir G. Korolenko (Sibirische Novellen. ISBN 978-3-86939-064-2)
- Claus und Gert Legal (Friedrich II - Preußens König - Sachsens Feind - Regent auf Schloss Dahlen. ISBN 978-3-942460-21-7)
- Bernt Lie (In Knud Arnebergs Haus. ISBN 978-3-86939-859-4)
- Hans C. Marcher (Feinschmecken und Dosen öffnen. ISBN 978-3-86939-411-4)
- Frank Norris (Der Ozean ruft. ISBN 978-3-86939-863-1)
- Katrin Okumafi (Kein Fleckenwasser für Leoparden. ISBN 978-3-86939-404-6)
- Stanislav Przybyszewski (Satans Kinder. ISBN 978-3-86204-128-2)
- Bernd Schepeler (Die Linke im Fadenkreuz. ISBN 978-3-86204-220-3)
- Henryk Sienkiewicz (Quo vadis? ISBN 978-3-86204-130-5)
- Ulla Spörl (Der Junge aus dem Unterhaus - Kindheit und Jugend des Otto Dix. ISBN 978-3-942460-22-4)
- Andrè Steiniger (Das Athos-Komplott. ISBN 978-3-86939-400-8)
- Frank-Eberhard Wilde (Die Russen in Rudolstadt - Das erste Jahr der Besatzung (1945/46). ISBN 978-3-942460-20-0)

## Zeitungsbeiträge
- „EU will beim Rüstungswettlauf aufholen“ - Europäische Kommission lud Vertreter von Waffenschmieden zu Strategieplanung ein (Neues Deutschland, 14. Juli 2006)
- „War der CIA-Ausschuss ein Erfolg?“ - Interview mit Sylvia-Yvonne Kaufmann (Neues Deutschland, 25. Januar 2007)
- „Beschämende Bilanz bei Abrüstung“ (Neues Deutschland, 16. März 2007)
- „Fußballkarten und Aufsichtsratsposten“ (Neues Deutschland, 13. April 2007)
- „Chertoffs großes Kino“ (Neues Deutschland, 18. Mai 2007)
- „Bolkestein wird wieder verschärft“ (Neues Deutschland, 21. Mai 2007)
- „Karussell-Betrug nervt die EU“ (Neues Deutschland, 14. April 2007)
- „Sturmwolken über Schloss Meise“ - Beim Verfassungsgipfel der EU wird hart um nationale Interessen gerungen (Neues Deutschland, 22. Juni 2007; PDF-Datei; 150 kB)
- „Störfeuer gegen CIA-Ermittler“ (Neues Deutschland, 20. Juli 2007)
- „Kommunale Verträge gekündigt“ (Neues Deutschland, 19. Juli 2007)
- „Buitenens jüngster Streich“ - EU-Abgeordneter berichtete über finanzielle Unregelmäßigkeiten. (Neues Deutschland, 28. März 2008)
- „Energie zum Nullpreis für sozial schwächere Verbraucher?“ - Die EU-Kommission wirbt für eine Europäische Charta der Rechte der Energieverbraucher. (Telepolis, 8. Mai 2008)